# Zenobio Guilland
Zenobio Lorenzo Guilland (San Andrés de Giles, 24 de diciembre de 1890 - Paraná, 12 de febrero de 1962) fue un sacerdote católico argentino, primer arzobispo de Paraná.

## Biografía
Nacido en una localidad rural, estudió en el seminario de Buenos Aires. En 1911 viajó a Roma, donde estudió en el Pontificio Colegio Pío Latino Americano. Fue ordenado sacerdote en 1914. Prestó servicios en la diócesis de La Plata, en la que fue asistente de cura en Azul y cura párroco en Capilla del Señor.
En 1923 fue el primer rector del Seminario de la La Plata, y durante varios años fue canónigo de la Catedral de La Plata.
En septiembre de 1934, tras el fallecimiento del obispo Julián Pedro Martínez, el papa Pío XI creó la Arquidiócesis de Paraná, cuyo territorio incluía las provincias de Entre Ríos y Corrientes y el Territorio Nacional de Misiones; estas dos últimas pertenecían a la diócesis de Corrientes, sufragánea de la de Paraná. Para ocupar el cargo de arzobispo nombró al padre Guilland, que fue ordenado obispo por el nuncio apostólico Filippo Cortesi en marzo de 1935.
Durante su gestión surgió el peronismo, y en un principio fue considerado partidario de la política del general Perón; una carta pastoral de enero de 1946 prohibía a los católicos votar por partidos que apoyaran la separación de la iglesia y el estado o el divorcio. No obstante, posteriormente se manifestó alarmado por la intromisión del gobierno en la elección e inspección de los maestros de religión, una materia obligatoria por entonces en las escuelas públicas del país.
Su obra fue fundamentalmente organizativa, y durante su mandato, en 1957, fueron creadas las diócesis de Gualeguaychú y Posadas. En 1961 fue creada la arquidiócesis de Corrientes, con lo que la diócesis de Posadas dejó de depender de Paraná, y ese mismo año se creó la diócesis de Concordia como sufragánea de la de Paraná.
Participó en las sesiones preparatorias del Concilio Vaticano II, aunque no llegó a participar del mismo, ya que falleció en su sede en febrero de 1962.